# Julio Vial
Julio Vial Blanco (* 1. Juli 1933 in Santiago; † 10. März 2016 ebenda) war ein chilenischer Fußballspieler. Der Stürmer absolvierte ein Länderspiel für die chilenische Nationalmannschaft und nahm mit dieser an den Olympischen Sommerspielen 1952 in Helsinki teil.

## Vereinskarriere
Julio Vial wurde in Maipú, einer Kommune von der Hauptstadt Santiago, geboren, wuchs jedoch in Rancagua auf. Dort schaffte er den Sprung in die Auswahlmannschaft und wechselte 1951 zum CSD Colo-Colo. Mit den Albos gewann der Offensivakteur die Meisterschaft 1953. 1956 kam er zurück nach Rancagua und spielte seine letzte Profisaison beim CD O’Higgins.

## Nationalmannschaftskarriere
Julio Vial wurde für die Olympischen Sommerspiele 1952 in Helsinki nominiert. In der Vorrunde gegen Ägypten erzielte er zwei Tore, jedoch verlor La Roja die Partie mit 4:5. Es blieb der einzige Länderspieleinsatz Vials.

## Erfolge
Colo-Colo
- Chilenischer Meister: 1953